# Maria im Rosenkranz (Germanisches Nationalmuseum)

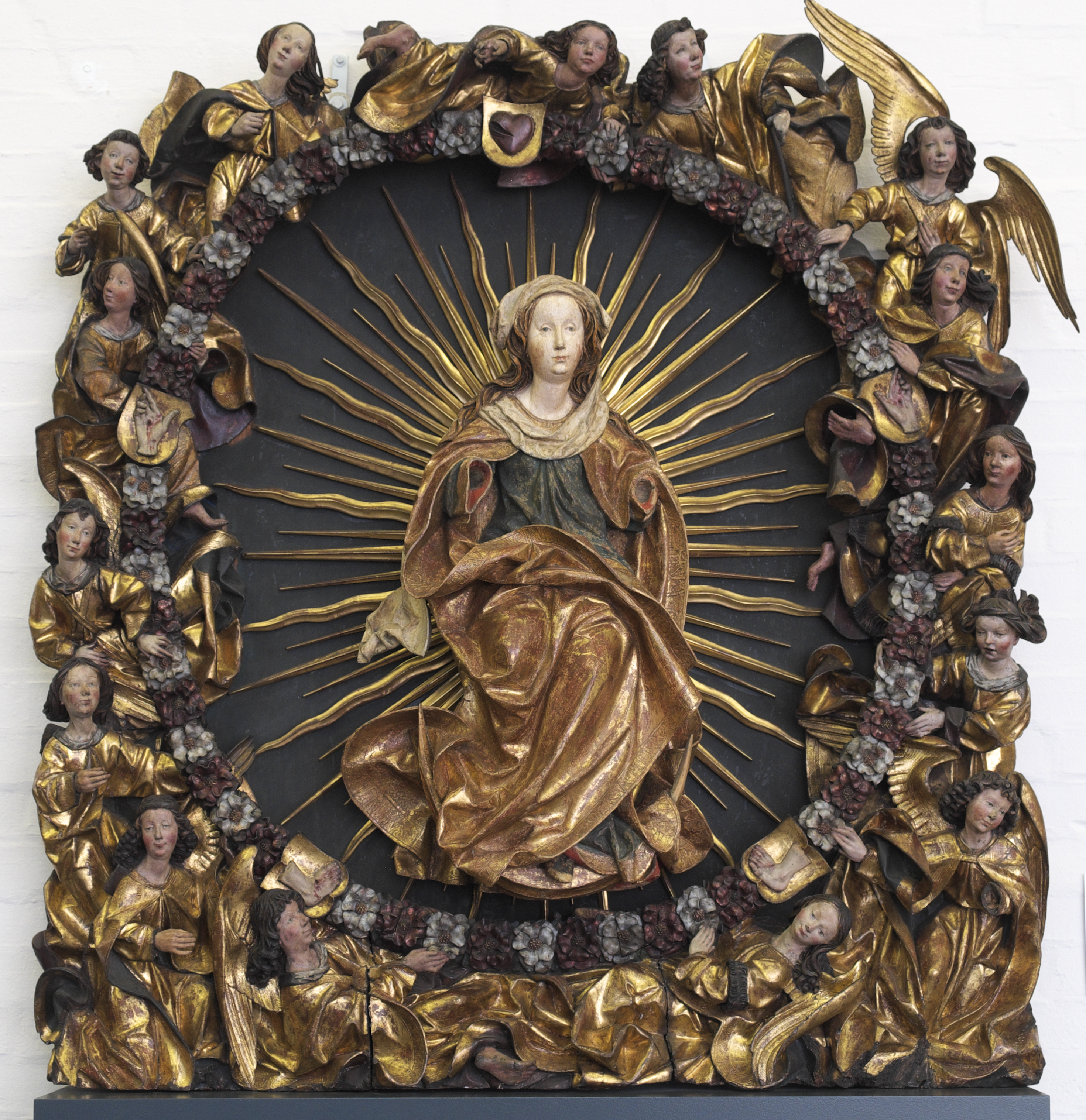
Maria im Rosenkranz

Das Relief Maria im Rosenkranz in der Sammlung des Germanischen Nationalmuseums (Inventarnummer
Pl.O. 227) in Nürnberg wurde 1488/89 in Nürnberg geschaffen. Die Maria im Rosenkranz gehörte zu einem Triptychon aus der Nürnberger Dominikanerkirche.

## Beschreibung
Die farbig gefasste Skulptur aus Lindenholz zeigt Maria über der Mondsichel, das dazugehörige Jesuskind und die Arme Marias gingen verloren. Den Kranz umgibt eine  große Anzahl von Engeln, die vermutlich die Arma Christi trugen. Die skulptierte Rahmung aus dem Mittelschrein eines Rosenkranzretabels zeigt eine kreisförmige Reihung von stilisierten Blüten, die von Wappenschilden mit den Wundmalen Christi unterbrochen werden.
Die Inschrift am Objekt (wo?) lautet: „GEGRUSSET SEIS DV DV EDLE JUNGFRAV MARIA EIN MUTER GOT ... EIN KONIGIN. AVE MARIA GRACIA PLENA DOMINVS TECVM BENEDICTA JNTER MULIERIBVS“.